# 江昌寺
江昌寺(こうしょうじ)は岐阜県美濃市神洞にある臨済宗妙心寺派の寺院。山号は水月山。中濃八十八ヶ所霊場六十二番札所。

## 歴史
元和元年（1615年）、武儀郡上有知村の清泰寺四世、梁屋祖陳によって開山された。開基は後藤又六と伝わる。
江戸時代は小庵であったが、明治元年（1868年）に清泰寺十七世魚州恵孔の法を継ぐ藻凕義泰により中興され、寺地に昇格した。
大正5年（1916年）に観音堂を建立。ほかに弘法堂があり、口神洞にあった薬師堂で祀られていた仏像を移して祀っている。
この仏像は平安時代中期の作とみられ、美濃市最古の仏像であると考えられている。寺内には神洞出身で妙心寺派の管長を数度にわたって務めた無学文奕の顕彰碑が建てられている。